# 중평
중평(中平)은 중국 후한(後漢) 영제(靈帝)의 네 번째 연호이다. 184년 12월에서 189년 4월까지 5년 5개월 동안 사용하였다. 189년 4월에 영제의 뒤를 이어 즉위한 소제(小帝)는 연호를 광희(光熹)로 고쳤고, 다시 8월에 소녕(昭寧)으로 개원, 9월에 헌제(獻帝)가 즉위하면서 또 다시 영한(永漢)으로 개원하였다. 그러나 12월에 헌제의 칙명으로 광희, 소녕, 영한의 연호는 모두 폐지되고 다시 중평 6년으로 돌아와 1개월 동안 사용되었다.

## 개원
광화(光和) 7년 12월 29일(185년 2월 16일)에 연호를 중평(中平)으로 개원함.
영한(永漢) 원년 윤 12월 27일(190년 2월 19일)에 연호를 중평(中平)으로 재개원함.

## 연대대조표
| 중평                | 원년       | 2년        | 3년        | 4년        | 5년        | 6년        |
| 서력                | 184년      | 185년      | 186년      | 187년      | 188년      | 189년      |
| 육십간지 (六十干支) | 갑자(甲子) | 을축(乙丑) | 병인(丙寅) | 정묘(丁卯) | 무진(戊辰) | 기사(己巳) |

## 같이 보기
- 중국의 연호